# 霍姆斯鎮區 (密歇根州)
霍姆斯鎮區（英語：Holmes Township）是位於美國密歇根州梅諾米尼縣的一個行政鎮區。

## 地方資料
霍姆斯鎮區的面積為187.60平方千米，當中陸地面積為184.80平方千米，而水域面積為2.80平方千米。根據2020年美國人口普查的數據，當地共有人口341人，而人口密度為每平方千米1.82人。